# 斯圖爾特·麥克伊納利
斯圖爾特·麥克伊納利（英語：Stuart McInally；1990年8月9日—）是一位蘇格蘭橄欖球運動員。他是蘇格蘭國家橄欖球隊的一員，代表蘇格蘭參加了2015年橄欖球六國賽。